# Benestads kyrka
Benestads kyrka är en kyrkobyggnad i Benestad. Den tillhör Tomelillabygdens församling i Lunds stift.

## Kyrkobyggnaden
Kyrkans äldsta delar härstammar från 1100-talets slut. Kryssvalvet i koret, som är från 1300-talet har målningar från Snårestadsmästaren. Ursprungligen hade kyrkan inget torn; detta tillkom några hundra år senare. År 1868 revs tornets övre delar, och man byggde ihop torn och långhus. Dessutom finns en kastal som härstammar från senare medeltiden. Kyrkorummet välvdes vid slutet av 1300-talet, vilket är relativt tidigt.

## Inventarier
- Matthias Stenberg har tillverkat kyrkans altartavla, dopfunt samt predikstolen med dess baldakin. Många ser predikstolen som ett av de främsta av Stenbergs arbeten.[2]. Korgens bildfält pryds med reliefskurna figurer av evangelisterna.

### Orgel
- 1887 byggde Sven Fogelberg, Lund en orgel med 6 stämmor.
- Nuvarande orgel är byggd 1954 av A. Mårtenssons Orgelfabrik AB i Lund och är en pneumatisk orgel. Orgeln har fria och fasta kombinationer.

| Manual I     | Manual II     | Pedal      | Koppel   |
| Principal 8' | Gedackt 8´    | Subbas 16´ | I/P      |
| Rörflöjt 8'  | Principal 4'  | Oktava 8'  | II/P     |
| Oktava 4'    | Flöjt 4'      |            | II/I     |
| Oktava 2'    | Sifflöjt 2'   |            | II 16'/I |
|              | Kvinta 1 1/3' |            | II 4'/I  |